# Семья и школа (журнал, XIX век)
«Семья и школа» — российский педагогический журнал, выходивший в 1871—1888 гг. в Санкт-Петербурге.
Основан писателями Еленой Апрелевой и Юлианом Симашко (первая занималась материалами литературными и гуманитарными, второй — естественнонаучными). Затем Симашко руководил журналом единолично, с 1874 года — при значительном участии владельца типографии А. М. Котомина, а с 1876 — при содействии учёного и педагога К. Д. Краевича, который в 1878 году взял на себя обязанности главного редактора. Наконец, последним редактором журнала был (после 1882 года) Константин Модзалевский.
«Семья и школа» была одним из первых педагогических журналов в России. Это издание было обращено как к детям, так и к родителям, и главным его назначением было дать родителям определённые ориентиры в их воспитательной и образовательной деятельности.
Редакция журнала располагалась по адресу Садовая улица, 12, в известном Доме с четырьмя колоннадами.
Одноимённый советский журнал, основанный в 1946 году, в постсоветское время стал возводить свою родословную к этому изданию XIX века.